# Малое Телешово
Малое Телешово — деревня в Дмитровском районе Московской области, в составе сельского поселения Синьковское. Население — 0 чел. (2010). До 2006 года Малое Телешово входило в состав Бунятинского сельского округа.

## Расположение
Деревня расположена в западной части района, примерно в 17 км к западу от Дмитрова, на правом берегу речки Бунятка (левый приток Яхромы), высота центра над уровнем моря 173 м. Ближайшие населённые пункты — Мисиново на северо-востоке, Ащерино на юге и Юркино на западе.

## Население
| 2002 | 2006 | 2010 |
| ---- | ---- | ---- |
| 0    | →0   | →0   |